# WGN America
WGN America — американский базовый кабельный телеканал, который находится в Чикаго, штат Иллинойс и в настоящее время является единственным каналом, который не принадлежит к какой либо телевизионной сети, однако имеет национальный охват вещания.
WGN America появился в 1978 году в качестве ответвления от телевизионной станции Чикаго WGN-TV. В последующие годы канал начал проникновение в другие штаты и в 1993 году стал частью The WB. В 2008 году канал сменил название с WGN-TV на WGN America и значительно обновил программную сетку вещания, сделав упор на синдикацию таких классических шоу как «Мэтлок», «Крутой Уокер: правосудие по-техасски», «Полуночная жара», «Кости», «Правила совместной жизни» и «Долго и счастливо». В 2013 году WGN America начал развивать производство оригинальных программ. Их первыми попытками стали драматические сериалы «Салем» и «Манхэттен».

## Оригинальные проекты
- Салем (2014—2017)
- Манхэттен (2014—2015)
- Десять заповедей (2015)
- Подземный путь (2015)
- Изгои (2016—2017)